# Лебеда белая
Лебеда́ бе́лая, или лебеда́ седа́я, или кокпе́к (лат. Atriplex cana, каз. Көкпек) — вид двудольных растений рода Лебеда (Atriplex) семейства Амарантовые (Amaranthaceae).

## Таксономия
Atriplex cana C.A. Mey., 1829, in Ledeb., Ic. Pl. Fl. Ross. 1: 11, pl. 46.
≡ Sukhorukovia cana (C.A. Mey.) Vasjukov, 2015, Botanika (Minsk), 44: 119.

## Ботаническое описание
Полукустарничек, 20—50 см высотой, сильно ветвистый в нижней части, с приподнимающимися однолетними побегами. Ветви деревянистые, покрыты буровато-серой потрескавшейся корой. Листья очередные, продолговато-овальные или ланцетные, толстоватые, густо покрыты серебристо-белыми чешуйками, цельнокрайные, часто с завернутыми краями. Цветки в клубочках в безлистном прерывисто-колосовидно-метельчатом соцветии. Прицветнички до половины сросшиеся, трёхзубчатые. Семена 2—2,5 мм длиной.

## Распространение и среда обитания
Встречается в сухих степях, полупустынях и полынно-солянковых пустынях, на засоленных почвах, на юге России (Западная Сибирь, Алтай, Прикаспий) и в Средней Азии. Часто растёт в массе, образуя почти чистые сообщества — кокпечники.

## Значение и применение
Весной и в начале лета скотом почти не поедается. Начиная с цветения начинает удовлетворительно поедаться верблюдом и лошадью. Осенью и зимой поедается этими животными хорошо. Причиной плохой поедаемости зелёных вегетирующих частей летом является высокое содержание в них поваренной соли (25,06 % от золы). Поэтому односторонним кормом для животных (вероятно за исключением верблюдов) быть не может. Рекомендовано зимой пасти лошадей на кокпеке не более двух часов.
Прекрасное топливо которое горит даже в сыром состоянии. Даёт тепла больше, чем полынь, баялыч, и в этом отношении уступает только саксаулу.